# Bart Hanna
Pour les articles homonymes, voir Hanna.
Bart Hanna Kappianaq (1948–) est un sculpteur et illustrateur canadien inuit.

## Biographie

### Jeunesse et débuts

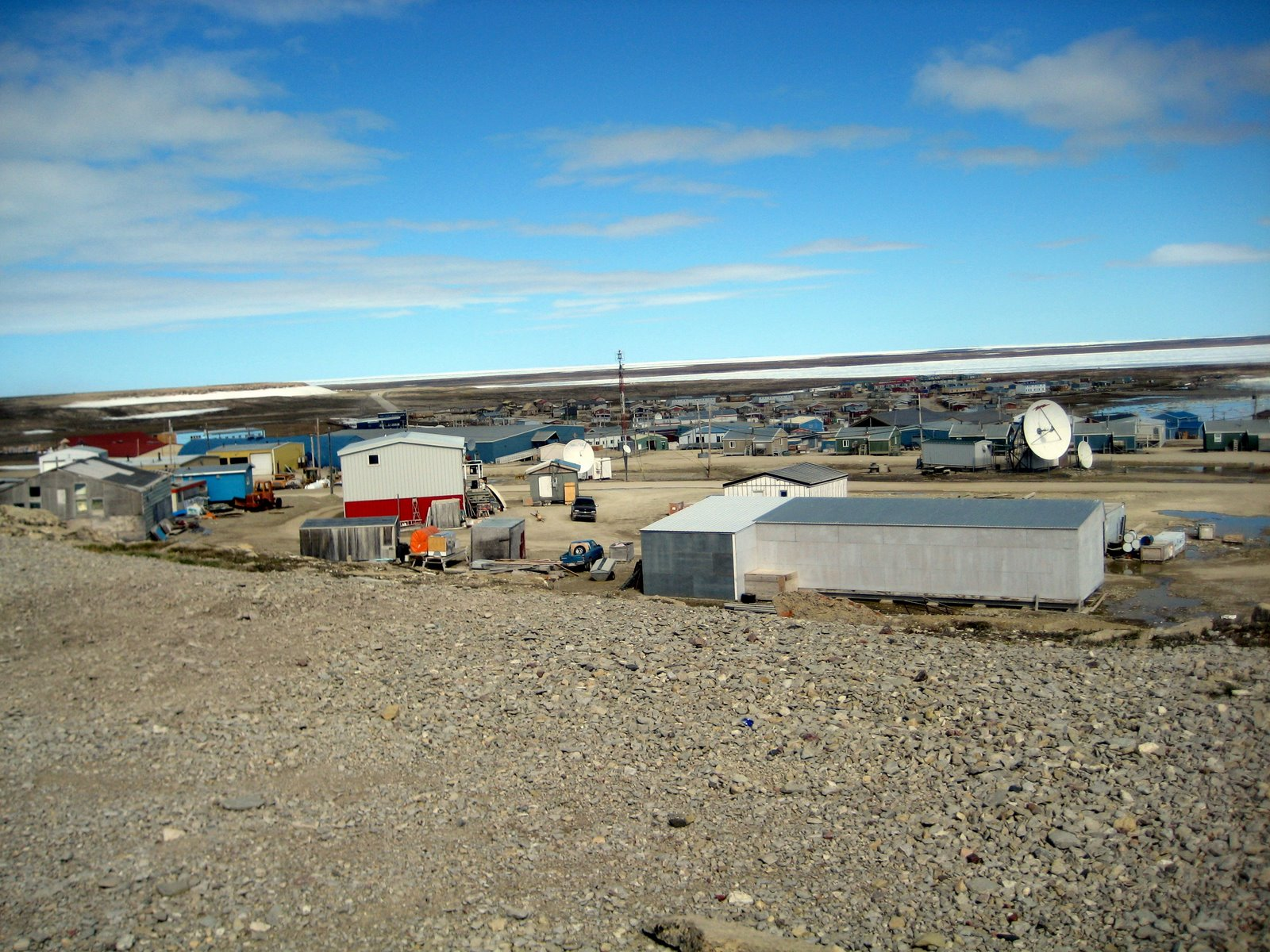
Bart Hanna passe les premières années de sa vie près d'Igloulik.

Bart Hanna Kappianaq naît en 1948 au lac Alanarjuk, près d'Igloulik (Nunavut),. Âgé de treize ou quatorze ans, il part vivre à Toronto, alors atteint de la tuberculose. À cette époque, les personnes atteintes par cette maladie partaient vers le sud afin de recevoir des soins médicaux. C'est là qu'il rencontre, parmi les patients, des sculpteurs inuits. Il commence à réaliser des petites sculptures, représentant notamment des phoques. Bart Hanna prend alors des cours d'art aux États-Unis et au Canada, notamment à Ottawa.

### Carrière artistique
Bart Hanna part travailler la sculpture à Montréal puis traverse l'océan Atlantique pour faire des démonstrations de sculpture en Italie, où il va admirer les œuvres en marbre de Michel-Ange, ainsi qu'à Paris. En 1992, Hanna est figurant dans le film Agaguk, en tant qu'un danseur jouant du tambour,. En 2005, il réalise vingt-trois dessins pour Anijaarniq: Introducing Inuit Land Skills and Wayfinding, un CD-ROM développé pour les élèves du secondaire au Nunavut,. En 2006, il travaille comme artiste résident à la Galerie Kipling (Woodbridge, Ontario), puis à la Collection McMichael d'art canadien (Kleinburg, Ontario),.

## Œuvre
Il travaille la pierre verte mate de cette région mais aussi une pierre grise un peu plus ingrate à laquelle il confie la plupart du temps des œuvres d'inspiration chamanique. Il est doté d'une très grande imagination et ses représentations du monde spirituel et des esprits sont toujours travaillées avec beaucoup de détails, y compris les cheveux et les plumes.

## Musées et collections publiques
- Musée de la civilisation[4]
- Musée national des beaux-arts du Québec[5]
- Centre du patrimoine septentrional Prince-de-Galles